# 竹贡子湖
竹贡子湖是一个位于中国江西省波阳县的湖泊，面积约为0.9平方千米，平均水深约为5.5米。